# COME ALONG 3
『COME ALONG 3』（カム・アロング・スリー）は、山下達郎通算5枚目のコンピレーション・アルバム。2017年8月2日にワーナーミュージック・ジャパンから発売された。

## 解説
1984年リリースの前作『COME ALONG 2』以来、33年ぶりとなるシリーズ第3作。全曲、ムーン・レーベル時代の楽曲で構成。『MELODIES』『BIG WAVE』『僕の中の少年』『ARTISAN』『COZY』『RARITIES』『Ray Of Hope』の夏にふさわしいナンバーから2016年シングル「CHEER UP! THE SUMMER」までが前2作同様、小林克也のDJに乗ってプレイされる。

## パッケージ、アートワーク
ジャケットは鈴木英人による新しい書き下ろし。アルバムの帯には以下のキャッチコピーが記載されている。

## リリース、プロモーション、マーケティング
本作の発売に合わせ、『COME ALONG』『COME ALONG 2』が2017年最新リマスタリング盤として8月2日にアリオラジャパンから同時発売。本作を含む3アイテム購入者対象に連動購入者特典として、“3枚のディスクを収納できるスペシャル三方背BOX”、『COME ALONG 3』購入者特典として“『COME ALONG 3』特製A4ジグソーパズル”が、それぞれ抽選で300名にプレゼントされた。また、ワーナーミュージック通販サイトのワーナーミュージック・ダイレクトでは、『COME ALONG 3』アナログサイズ・ジャケットとジャケット・フレーム付の限定盤が、数量限定で発売された。
さらに、本作の発売を記念してトレイラー映像がYouTube内のワーナーミュージック・ジャパン公式チャンネルにて公開。今作シリーズのイラストレーター、鈴木英人が登場し、鉛筆画を使い『COME ALONG』のジャケット画像がペイントされていく風景が再現されている。

## チャート成績
初週売上2.8万枚を記録し、2017年8月14日付オリコン週間アルバムチャートで4位に初登場。最新リマスタリング盤で同日発売された同シリーズ第2弾『COME ALONG 2』も初週売上1.1万枚で10位に初登場し、1976年のソロデビュー以来初となる、アルバム2作同時トップ10入りを記録した。

## 収録曲
| 全作曲・編曲：山下達郎（特記を除く） |                                                 |            |            |                      |      |
| #                                    | タイトル                                        | 作詞       | 作曲・編曲 | ストリングスアレンジ | 時間 |
| 1.                                   | 「Keoki la Molokai Kid 偉大なサーファー伝説?!」 |            |            |                      | 3:13 |
| 2.                                   | 「CHEER UP! THE SUMMER」                        | 山下達郎   |            | 牧戸太郎             | 4:11 |
| 3.                                   | 「高気圧ガール」                                | 山下達郎   |            |                      | 4:09 |
| 4.                                   | 「悲しみのJODY (She Was Crying)」               | 山下達郎   |            |                      | 3:38 |
| 5.                                   | 「踊ろよ、フィッシュ」                          | 山下達郎   |            |                      | 5:12 |
| 6.                                   | 「I LOVE YOU・・・Part I」                      |            |            |                      | 2:32 |
| 7.                                   | 「さよなら夏の日」                              | 山下達郎   |            |                      | 4:27 |
| 8.                                   | 「ドーナツ・ソング」                            | 山下達郎   |            |                      | 4:58 |
| 9.                                   | 「僕らの夏の夢」                                | 山下達郎   |            | 後藤勇一郎           | 4:58 |
| 10.                                  | 「THE THEME FROM BIG WAVE」                     | ALAN O'DAY |            |                      | 3:22 |
| 11.                                  | 「新・東京ラプソディー」                        | 山下達郎   |            |                      | 5:06 |
| 12.                                  | 「JUVENILEのテーマ〜瞳の中のRAINBOW〜」         | 山下達郎   |            |                      | 4:47 |
| 13.                                  | 「SOUTHBOUND #9（サウスバウンドNO.9）」         | 山下達郎   |            |                      | 5:01 |
| 合計時間:                            | 合計時間:                                       | 合計時間:  | 合計時間:  | 55:34                |      |

## スタッフ・クレジット
- PRODUCED AND ARRANGED BY 山下達郎 for Tenderberry & Harvest Inc.

- Excecutive Producer : 小杉理宇造 (Smile Company)

- CD Mastering Engineer : 菊地功
- Mastering Studio : Warner Music Mastering
- Digital Transfer : 内藤哲也 (Sony Music Stadios Tokyo)

- — DJ PART —
- Written & Produced by 小林克也
- Engineer : 千葉誠人 (Sha-la-la Company)
- Executive Producer : 佐藤輝夫 (Sha-la-la Company)
- Coordination : 甲斐恵美子 (The Graden)
- Advisor : ガース・ネルソン
- Music : やけのはら

- Illustration : 鈴木英人
- Design : 梁間修作 (Artisan Artwork)

- A&R Co-ordination : 井上精一 (WMJ)
- A&R in Chief : 鈴木竜馬 (WMJ)
- Sales Promotion : 林康弘 (WMJ)
- Artist Management : 佐藤克典 (Smile Company) & 新村昌子 (Smile Company)
- Assistant Management : 藤野浩充 (Smile Company)
- Supervisor : 黒岩利之 (Smile Company)

## リリース日一覧
| 地域 | 発売日       | リリース                  | 規格 | 品番       | 備考 |
| ---- | ------------ | ------------------------- | ---- | ---------- | --- |
| 日本 | 2017年8月2日 | MOON ⁄ WARNER MUSIC JAPAN | CD   | WPCL-12690 | 期間限定封入特典：購入者特典応募ハガキ封入 |
| 日本 | 2017年8月2日 | MOON ⁄ WARNER MUSIC JAPAN | CD   | WPCL-12769 | - 【WMD限定盤】 - アナログサイズ・ジャケット+ジャケット・フレーム付。ワーナーミュージック・ダイレクトにて数量限定発売。購入者特典応募ハガキ封入。 |